# Louisapolder (Terneuzen)
De Louisapolder is een polder te Sluiskil, behorende tot de Polders in de vaarwegen naar Axel en Gent, in de Nederlandse provincie Zeeland. 
De polder ontstond in 1844 en vormde voordien een onderdeel van het Axelse Gat, dat in 1826 was afgedamd, in verband met de aanleg van het Kanaal Gent-Terneuzen, en sindsdien aan de westzijde van de dam verzandde.
De eerste polder die aldus werd bedijkt was de Louisapolder, genoemd naar Prinses Louise.
Het is in deze polder, die grenst aan het kanaal, dat het industriedorp Sluiskil ontstond.